# Богородское (Киржачский район)
Богоро́дское — исчезнувшее село в Киржачском районе Владимирской области России. Ныне урочище на территории Першинского сельского поселения.

## География
Находилось на реке Киржач. 

## История
В XIX — начале XX века село Богородское входило в состав Финеевской волости Покровского уезда Владимирской губернии Российской империи.
В XVII веке село входило в вотчину князя Петра Владимировича Ростовского княгини Овдотьи.

## Население
По данным на 1857 год: в селе 5 дворов, жителей мужского пола 17, женского 16. При селе деревянный господский дом Ширинской-Шихматовой.

По данным на 1905 год в селе 5 дворов, 20 жителей обоего пола. При селе усадьба Егоровых — 1 двор, 3 жителя. Около села лесная сторожка Аленчикова и Зимина — 1 двор, 3 жителя.

## Инфраструктура
Церковь Успения пречистой Богородицы на Киржаче в селе Богородское существовала уже в 1628 году. В 1799 году местный священник сообщал, что церковь построена княгиней Ольгой Никитичной Адуевской в 1648 году. По окладным книгам до 1746 года значится церковь того же наименования. Каменный храм построен в 1809 году. Трапезная построена в 1829 году. Храм расширен в 1847 году. Последний ярус колокольни надложен в 1872 году. В храме было 2 Престола Во имя Равноапостольных Жен Мироносиц (правый) и Во имя Святителя и Чудотворца Николая (левый).
По данным на 1897 год из икон более замечательны древние иконы Спасителя, Успения Божией Матери и Смоленской Божией Матери; ризы на этих иконах серебряные вызолоченные. Одно из напрестольных Евангелий в серебряном вызолоченном окладе. Сохранилось древнее серебряное кадило. Церкви принадлежал капитал в 4200 рублей. Церковные документы хранились в целости: копии с метрических книг с 1809 года, исповедные росписи с того же года. Причта по штату положено: священник, дьякон и псаломщик. На содержание тратилось: а) от служб и требоисправлений — до 1450 рублей; б) процентов с причтового капитала (3650 рублей) — 146 рублей; а всего — до 1600 рублей (в 1896 году). Дома у членов причта собственные на церковной земле. Земли при церкви 36 десятин 500 квадратных сажень. При церкви имелась богадельня на 8 человек. На содержание богадельни имелся капитал в 8500 рублей.
В селе Богородское имелась школа грамоты. Учащихся в 1894/95 учебном году было 9. В деревнях Финеево, Песьяны и Кашино устроены земские школы, учащихся во всех этих школах в 1894/95 учебном году было 147.
К Богородскому церковному приходу в 1878 году относились следующие населённые пункты: деревня Илейкино, сельцо Финеево, деревня Любимеж, деревня Песьяне, сельцо Дворищи, деревня Кашино.
Храм был уничтожен в середине XX века.

## Транспорт
Богородское было доступно по дорогам 